# Wichernkirche (Lübeck)

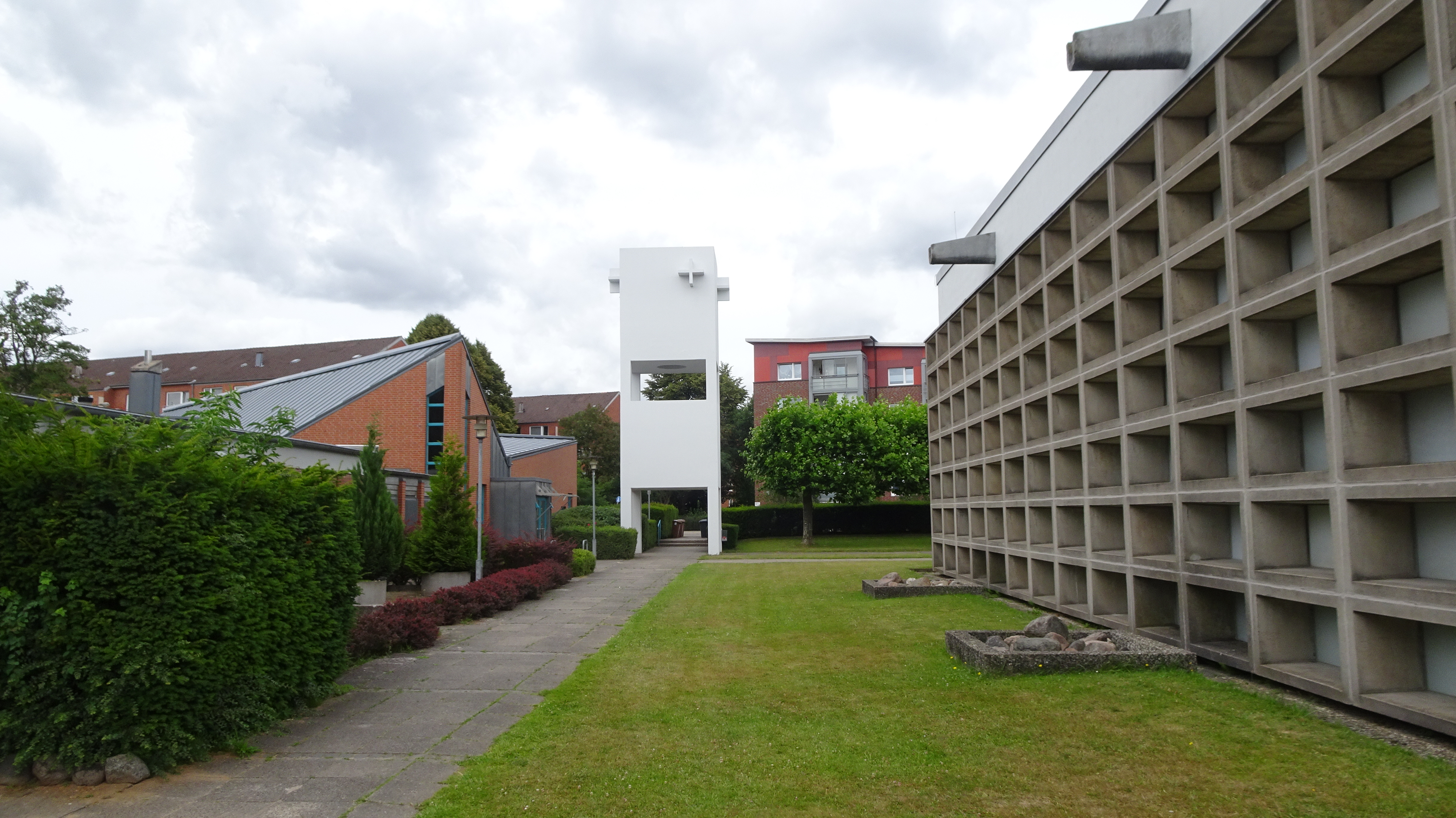
Turm der Wichernkirche

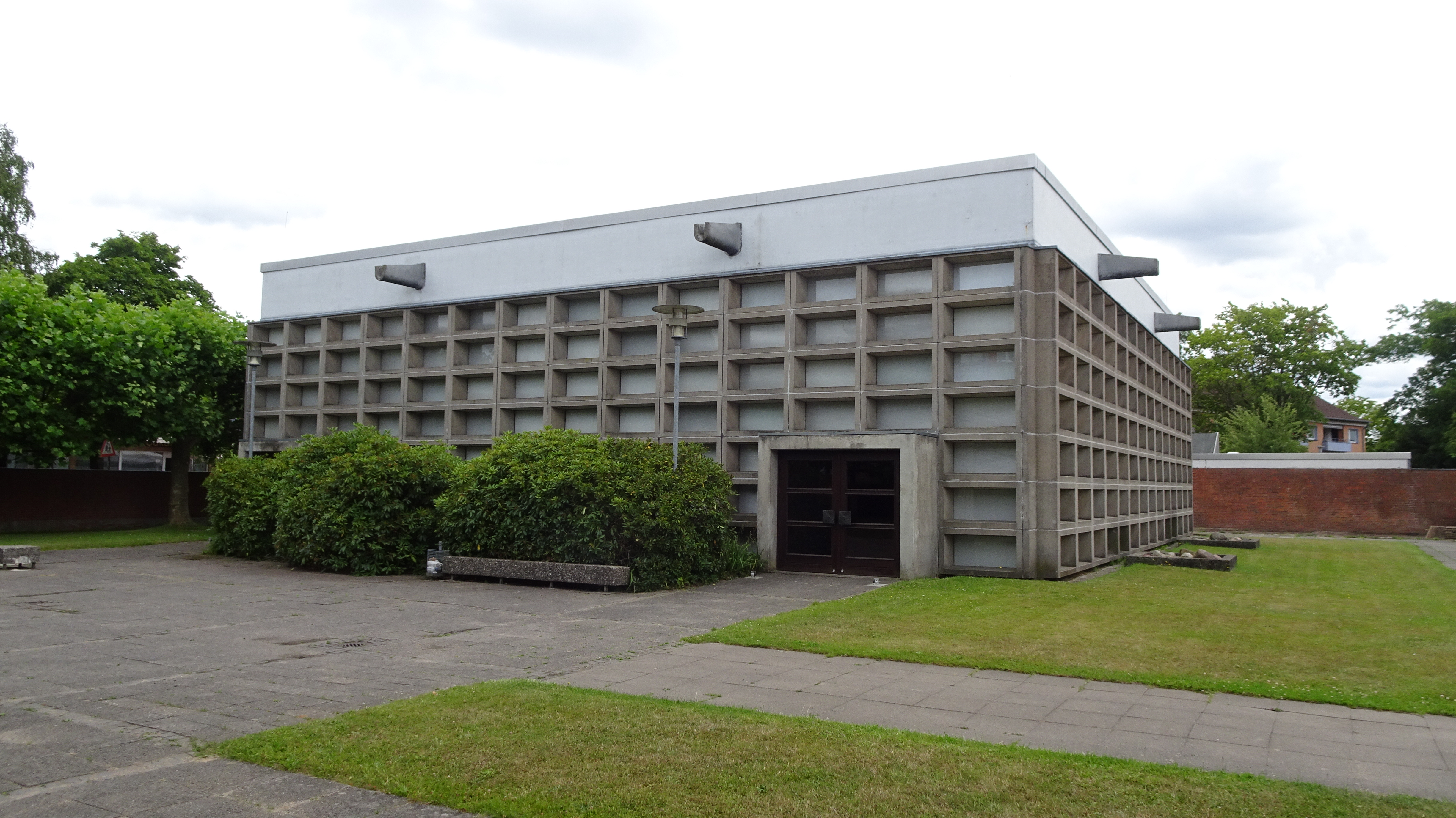
Kirchengebäude

Die evangelisch-lutherische Wichernkirche (offiziell: Johann-Heinrich-Wichern-Kirche) ist das Kirchengebäude der gleichnamigen Gemeinde der Evangelisch-Lutherischen Kirche in Norddeutschland im Lübecker Stadtteil Moisling. Sie steht als Kulturdenkmal unter Denkmalschutz.

## Geschichte
Der Stadtteil Moisling war früher ein Dorf im Kirchspiel Genin. Ende der 1950er Jahre entstand eine große Wohnsiedlung im Rahmen des sozialen Wohnungsbaus, in der eine Kirche mit Gemeindehaus, Pastorat, Küsterwohnung und Kindergarten errichtet wurde. Bischof Heinrich Meyer legte im Juni 1965 den Grundstein der Kirche, der erste Gottesdienst wurde an Weihnachten 1965 im Gemeindehaus gefeiert. Die Weihe fand am 23. Oktober 1966 statt.

## Architektur
Die Kirche nach Plänen des Architektenbüros Karl Horenburg aus Lübeck unter Mitarbeit von Kuno Dannien ist ein streng geometrischer Betonbau mit Flachdach über einem quadratischen Grundriss. Die Zahl sieben ist die Grundlage der architektonischen Gliederung der Kirche. Aus sieben horizontalen und zweimal sieben vertikalen Fensterreihen bestehen die Außenmauern. 
Die bauliche Anlage, das gesamte Kirchengebäude einschließlich seiner bauzeitlichen Ausstattung, mit dem freistehenden Glockenturm, sowie das Äußere der bauzeitlichen Gemeindebauten und die Freiflächen des gesamten Grundstücks stehen heute unter Denkmalschutz.

## Innenraum
Die aus Ziegelstein gemauerte Altarwand, in die auch die Orgel integriert ist, dominiert den Innenraum. Der quadratische, freistehende Altartisch, die Kanzel und das Taufbecken sind aus Beton gefertigt. Das Altarkreuz, vier Altarleuchten, Taufschale und Türdrücker, die aus Bronze sind, sind ein Werk von der Hamburger Künstlerin Ursula Querner. Der Fußboden aus Pflastersteinen soll an einen einladenden Marktplatz erinnern.

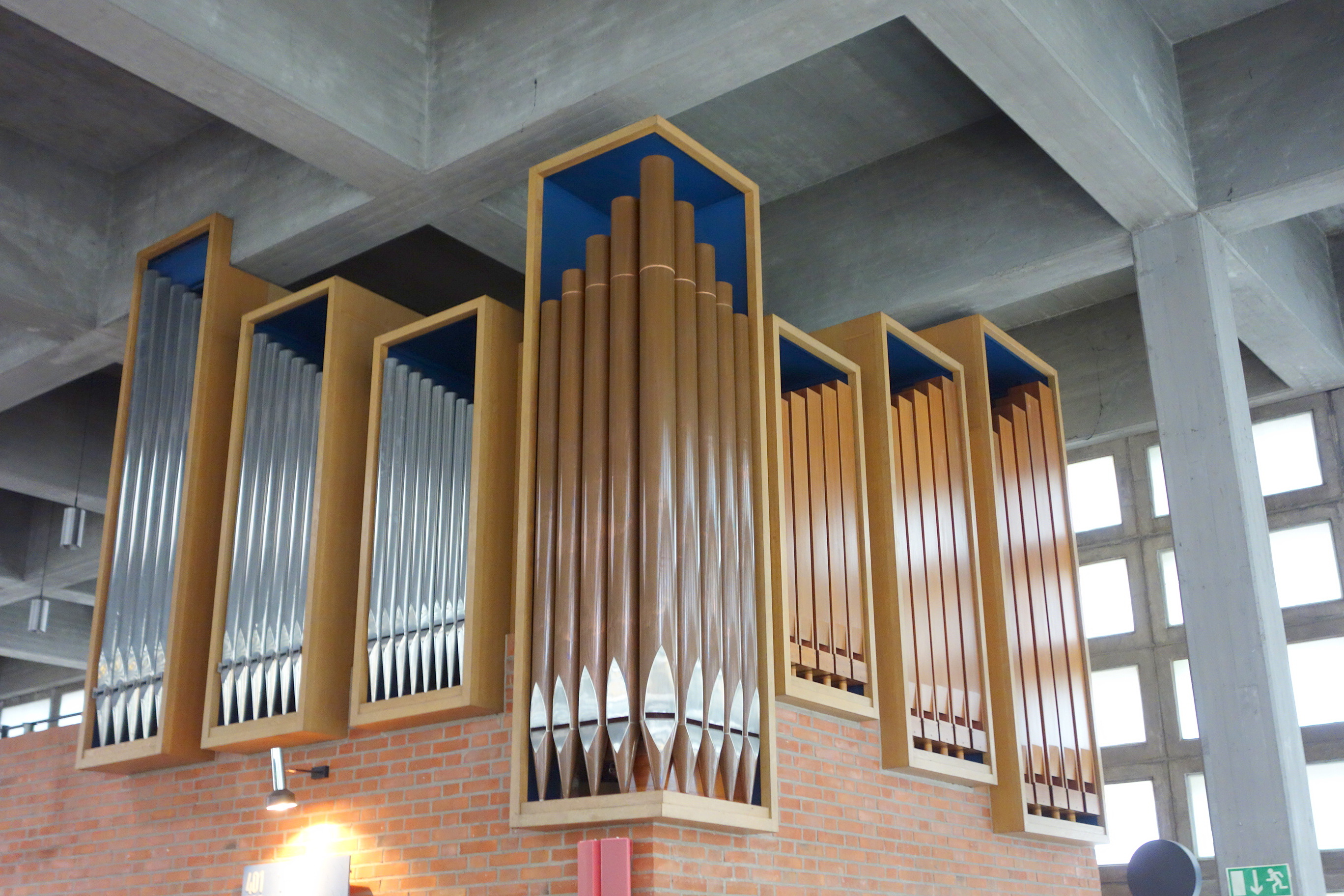
Orgel

1970 erhielt die Wichernkirche eine Orgel der Lübecker Werkstatt Emanuel Kemper & Sohn. Sie verfügt über 22 Register auf zwei Manualen und Pedal. 1987 wurde die Orgel generalüberholt. Ihr Prospekt ist über einen Eckwinkel nach zwei Seiten ausgerichtet.

## Gemeinde
Die Johann-Hinrich-Wichern-Gemeinde wurde am 1. Januar 1966 selbstständig. Den Namen erhielt sie nach Johann Hinrich Wichern, dem Begründer der Inneren Mission, dem sich die Gemeinde in besonderer Weise aufgrund der Probleme im Stadtteil, welche sich durch die soziale Struktur ergeben haben, verpflichtet fühlt. Deshalb wurden im Dezember 1969 wegen des großen Bedarfs zwei Kindertagesstätten eingerichtet, eine im Andersenring, wo auch die Kirche steht, und eine im Ilsebillweg. Im Eulenspiegelweg befindet sich ein dritter Kindergarten. Die Zahl der Gemeindeglieder stieg schon bald auf 11.000 an, weshalb im Jahr 1967 ein zweites Gemeindehaus im Moislinger Mühlenweg errichtet wurde. Das baufällig gewordene Gemeindehaus im Andersenring wurde in den Jahren 1991 und 1993 durch einen Neubau ersetzt. Die Kirchengemeinde unterstützt auch die soziale und kulturelle Arbeit im Stadtteil Moisling durch viele Aktivitäten und Kreise.